# 贡纳尔·努德斯特伦
贡纳尔·努德斯特伦（瑞典語：Gunnar Nordström，1881年3月12日—1923年12月24日）是芬兰物理学家。以其提出的重力理论而著称，这种理论是广义相对论诞生之前的一种替代理论。努德斯特伦在国外得到很多关注，但在芬兰国内却不为众知。
努德斯特伦曾在亚历山大大学（现为赫尔辛基大学）担任理论物理学讲师，及赫尔辛基理工大学物理和力学教授。他总共发表了34篇研究文章。除重力理论外，他还研究了大统一理论的可能性。在芬兰他影响了物理学地位的发展，并以教师的身份激发了很多新一代的数学家和物理学家。